# Gianluca Machelli
Gianluca Machelli (Belluno, 15 settembre 1969) è un attore e doppiatore italiano.

## Filmografia

### Televisione
- Bim Bum Bam, regia di Maurizio Pagnussat (1981-2002)
- Casa Vianello, regia di Cesare Gigli e Paolo Zenatello (1988-2007)
- Un medico in famiglia, regia di Anna Di Francisca, Riccardo Donna, Tiziana Aristarco, Claudio Norza, Isabella Leoni, Ugo Fabrizio Giordani, Elisabetta Marchetti e Francesco Vicario (1998-2016)
- Mai dire domenica (2002-2007)
- Vivere, regia di Alberto Manni, Marcantonio Graffeo, Marco Maccaferri, Alberto Ferrari, Paolo Massari, Giovanni Barbaro, Giorgio Bardelli, Cini Liguori, Ambra Orlandi, Roberto Palmerini, Donato Pisani, Fabrizio Portalupi, Fulvio Rinaldo, Daniele Carnacina e Massimo Del Frate (1999-2008)

## Doppiaggio

### Film
- Michael Rooker in Love and Monsters, Il respiro del diavolo
- Ma Dong-seok in Ashfall - The Final Countdown, Badland Hunters
- Suet Lam in Vendicami, One Nite in Mongkok
- Abel Folk in Dalla mia finestra, Dalla mia finestra: Al di là del mare
- Nitin Ganatra in La fabbrica di cioccolato
- Shooter Jennings in Quando l'amore brucia l'anima - Walk the Line
- Wirapitang Kaapor in Il grande match
- Martin Lucey in Jimmy's Hall - Una storia d'amore e libertà
- Chen Zhi Hui in Ip Man
- Fung Hak-On in Ip Man 2
- Elton John in Kingsman - Il cerchio d'oro
- Erik Hivju in La spia
- Scott Schwartz in A Christmas Story Christmas
- Brendan Cowell in Avatar - La via dell'acqua
- Jeong Seok-yong in 20th Century Girl
- Anthony Anderson in The Departed - Il bene e il male
- Fred Dalton Thompson in Sinister
- Julian Richings in Beau ha paura
- Reynaldo Gallegos in American Sniper
- Jude Ciccolella in Sin City - Una donna per cui uccidere
- Eric Christian Olsen in Licenza di matrimonio
- Shane Jacobson in The Dressmaker - Il diavolo è tornato
- Rainer Bock in Hansel & Gretel - Cacciatori di streghe
- Stephen Root in Hello, My Name Is Doris
- Brian O'Halloran in Jay e Silent Bob - Ritorno a Hollywood
- Larry Wilmore in Jerry e Marge giocano alla lotteria
- Stephen Rea in The Miracle Club
- Matt Keeslar in Splendidi amori
- Jordan Gelber in Bleed - Più forte del destino
- Gavin Spokes in Magic Mike - The Last Dance
- Michael Irby in Chase - Scomparsa
- Gerry Quigley in A History of Violence
- Glenn Morshower in After Earth
- Valente Rodriguez in McFarland, USA
- Anthony Flanagan in Stardust - David prima di Bowie
- Ken Marino in Come ti spaccio la famiglia
- Noah Harpster in Un amico straordinario
- Michael Hitchcock in Barb e Star vanno a Vista Del Mar
- David Costabile in Effetti collaterali
- Scott Schwartz in A Christmas Story Christmas
- Sean Rogerson in ESP² - Fenomeni paranormali
- Noel Gugliemi in Anarchia - La notte del giudizio
- Rob Riggle in The Big Miracle
- Lawrence Bagby in Saints and Soldiers
- Erick Avari in Il superpoliziotto del supermercato
- George Carroll in Ida Red
- Sebastian Maniscalco in Green Book
- Peter Dante in Un weekend da bamboccioni 2
- David Zayas in Solo 2 ore
- Joe Lo Truglio in Role Models
- Dan Rhodes in The Last Exorcism - Liberaci dal male
- Titos Menchaca in The Last Stand - L'ultima sfida
- Desmond Askew in Le colline hanno gli occhi
- James Detmar in Thin Ice - Tre uomini e una truffa
- Mohammad Ahmed in The Ringer - L'imbucato
- Willem Dafoe in Cuore selvaggio (ridoppiaggio)
- Christian Clavier in Mistero a Saint-Tropez
- Bruno Raffaelli in La belle époque
- Claude Brosset in Agente speciale 117 al servizio della Repubblica - Missione Cairo
- Christian Hecq in La verità secondo Maureen K.
- Marc Gannot in La vie en rose
- Laurent Stocker in Bye Bye Morons - Addio a tutti
- Pasquale d'Inca in La signora delle rose
- Daniel Hanssens in La meccanica delle ombre
- Magnus Samuelsson in Medieval
- Rüdiger Vogler in Agente speciale 117 al servizio della Repubblica - Missione Rio
- Bruno Gomila in Un amore all'altezza
- Hans Swolfs in The Quest
- Leonardo Sbaraglia in Inciso nelle ossa
- Mario Zaragoza in La zona
- Thogun in Tropa de Elite - Gli squadroni della morte
- Travis Coles in Aftermath - Orrori dal passato
- Claes Hartelius in Il convegno
- Easter Bongard in L'eletto
- Bertrand Bonello in Titane
- Oscar Sanchez in Il segreto dei suoi occhi
- Philippe Brenninkmeyer in Beerfest
- Luis Callejo in Non c'è due senza...
- Kamel Saadi in Mektoub, My Love - Canto uno
- Wirapitang Kaapor in Il grande match
- Kolade Agboke in Millions
- Sahajak Boonthanakit in The Asian Connection
- Sami Bouajila in La strada di Félix
- Yoon Je-moon in A Dirty Carnival
- Jang Dong-gun in Friend
- Yuen Bun in The Longest Nite
- Woo-Yeol Han in Jung E
- Lam Suet in Expect the Unexpected
- Yudi Ahmad Tajudin in Kabut Berduri - La nebbia sul confine
- Alfredo Castro in Sayen - La cacciatrice
- Michal Majnicz in Il divorzio
- Tim Hornor in Inarrestabile
- Jean-Paul Comart in Tutti pazzi in casa mia
- Lavell Crawford in Un tipo imprevedibile 2

### Film d'animazione
- Billy Bear in Garfield a zampa libera
- Gabbiano #1 in SpongeBob - Fuori dall'acqua
- Buzz in Tom & Jerry: Rotta su Marte
- Ciccius in Gladiatori di Roma
- Henry Salt in Tom & Jerry: Willy Wonka e la fabbrica di cioccolato[1]
- Tío Berto Rivera in Coco
- Jerry Aquila in Angry Birds 2 - Nemici amici per sempre
- Colonnello Otto in Unicorn Wars
- Cap. Gordon Lighthouse in Ruby Gillman - La ragazza con i tentacoli
- Farrusco in Ancora un giorno

### Serie televisive
- James LeGros in Ally McBeal, Justified
- Dominic Burgess in Feud, Supernatural
- James Tumminia in Criminal Minds
- Tristán Ulloa in Berlino
- Christopher B. Duncan in The District
- Erik Breker in Stargate SG-1 (st. 7)
- Henry Simmons in Common Law
- Mel Rodriguez in CSI: Vegas
- Kevin Christy in Masters of Sex
- Stephen Root e Gregg Daniel in True Blood
- Jim Beaver in Justified
- Richard Robichaux in Cambio di direzione
- Patrick Murney in Seven Seconds
- Michael Cerveris in Mindhunter
- John Ellison Conlee in Unbreakable Kimmy Schmidt
- Steve Nicolson in River
- Peter Dobson in Dice
- Craig Jackson in Blood Drive
- Michael Dempsey in Desperate Housewives
- Ajay Metha in Royal Pains
- George Newbern in Ghost Whisperer - Presenze
- Joe Sabatino in Vegas
- Rune Temte in The Last Kingdom
- Jack Conley in The Booth
- Harry Endo in Hawaii Squadra Cinque Zero ( 2ª edizione)
- Eric Lange in Castle
- DJ Paul e Tony Santiago in Rimozione Forzata
- Jesse L. Martin in Ally McBeal
- Erron Jay e Kurt Scholler in K.C. Agente Segreto
- Chris O'Donnell in Due uomini e mezzo
- Grizz Chapman in 30 Rock
- Phil Abrams in Buona fortuna Charlie (ep. 2x09)
- Michael Horse in Padre in affitto
- Eugene Mirman in Flight of the Conchords
- Dominic Hoffman in The Mentalist
- Steve Vidler in Dance Academy
- Wayne Knight in Bones
- William Henke in Dexter (ep. 1x03-1x04)
- Patrick Fischler in CSI: Miami
- Fred Henderson in Smallville (st. 6)
- Andy Richter in It's All Relative
- James Gaylyn in Power Rangers Dino Thunder
- Marc Blucas in Undressed
- Michael Jibson in Quiz
- Anil Goutam in Ossessione
- Daniel Caltagirone in Lock, Stock...
- Danny Midwinter in Miss Scarlet and the Duke
- Piet Fuchs in Il respiro della libertà
- Gilbert Melki in Destini in fiamme
- Hervé Pierre in Lupin
- Jordan Gelber in Your Friends and Neighbors
- Josep Julien in H - Helena
- Marcelo Mazzarello in Maradona: sogno benedetto
- Dinarte Branco in Finchè vita non ci separi
- Thelmo Fernandes in La notte che non passerà
- Yerman Gur in L'ora d'oro
- Kim Eui-sung in The Trauma Code - Il turno degli eroi
- Piet De Praitere in I dodici giurati
- Adrián Lastra in Jaguar
- Björn Bengtsson in The Unlikely Murderer
- Yang Dong-geun in Squid Game

### Serie animate
- Curly Joe (ep. 5x02), Fishy Joe Gilman (st. 6), Fattore Lunare (ep. 6x09, 6x22), Dwayne (ep. 6x12), Yuri (ep. 7x07) e Big Caboose in Futurama[2]
- Gial Ackbar in Star Wars: The Clone Wars
- Rei/Robbie (canto) in Rossana
- Polpetta in Aqua Teen Hunger Force
- Guida turistica (ep. 21x16) in I Simpson[3]
- Jeff ne I Griffin
- Hiko in Crash Canyon
- Signor Caprle in Alvinnn!!! e i Chipmunks
- Mildew in Dragons
- Ken Ohya (prima voce) e Metsudo Katahara in Kengan Ashura
- Mr. Goldenfold in Rick e Morty
- Tsunetomo Yamamoto in Godzilla - Punto di singolarità
- Scagnozzo 21 in The Venture Bros.
- Uvogin in Hunter × Hunter
- Isami Enomoto in Star Blazers 2199
- Samejima in Full Metal Panic!
- Leader in L'incredibile Hulk
- Doctor Strange in Super Hero Squad Show
- Newsman in Muppet Show (nuovo doppiaggio)
- Gus in The Cleveland Show
- G.P. in Yin Yang Yo
- Irving in Chuggington
- Jack in Scan2Go
- Preside Katana in Shuriken School
- Escher in Altair fra le stelle

### Videogiochi
- Khotun Kahn in Ghost of Tsushima[4]